# Microrhopala rileyi
Microrhopala rileyi es una especie de insecto coleóptero de la familia Chrysomelidae. Fue descrita en 1983 por Clark.
Mide 4.1-5.8 mm. Se encuentra en los estados centrales de Estados Unidos. Se alimenta de especies de Helianthus (Asteraceae).